# Superfosfat

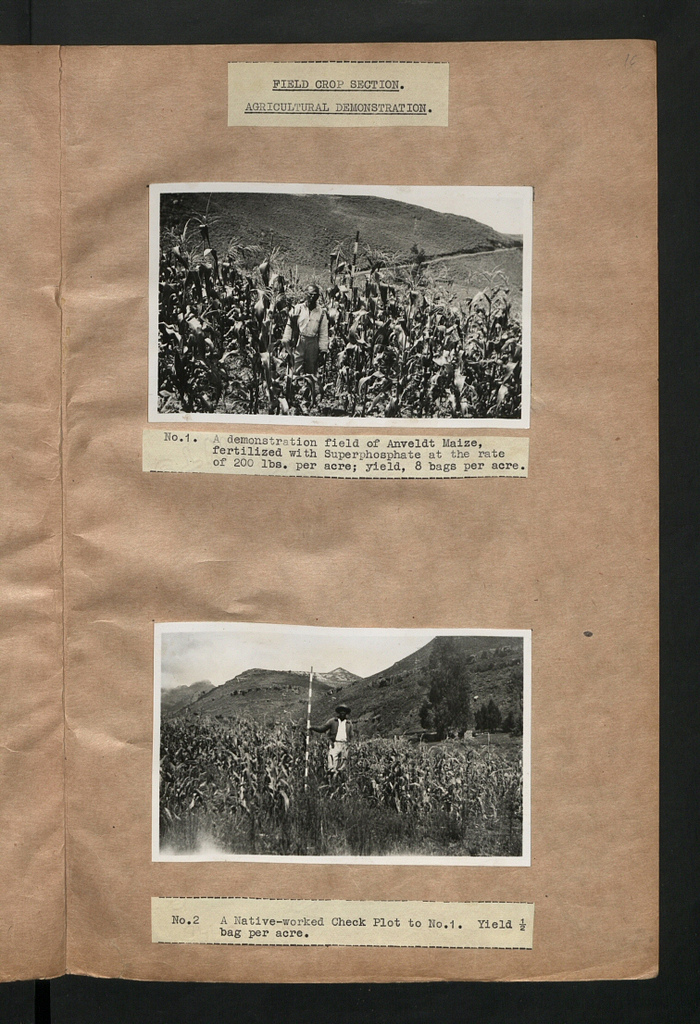
Demostració antiga de la diferència entre un camp de moresc fertilitzat amb superfosfat i un altre de no fertilitzat.

Superfosfat és el nom que es dona a diversos fertilitzants fosfatats que difereixen en el seu contingut en fosfat i en els components menors insolubles en aigua. El superfosfat triple és un component del fertilitzant que consisteix principalment en fosfat monocàlcic, Ca(H2PO4)2. El superfosfat triple s'obté tractant la roca fosfòrica amb àcid fosfòric. Les vies tradicionals d'extracció de roca fosfatada utilitzen àcid sulfúric que donen superfosfat simple, una barreja aproximadament 1:1 de Ca(H2PO4)2 i fosfoguix CaSO4). El doble superfosfat es refereix a una barreja de superfosfat triple i simple, resultant de l'extracció de roca fosfòrica amb una barreja d'àcids fosfòric i sulfúric.
El superfosfat comercial és un tipus de fertilitzant a base dels nutrients fòsfor i calci. La seva fórmula química és Ca(H2PO4)2. La seva preparació és a partir del mineral apatita Ca3(PO4)2 el qual es fa reaccionar amb àcid sulfúric. La reacció té per objectiu convertir-lo en soluble en aigua:
Ca3(PO4)2 + 2 H2SO4 → Ca(H2PO4)2 + 2 CaSO4
El superfosfat és un dels productes fertilitzants que es produeixen en més gran quantitat al món.
Segons la quantitat de fòsfor, quantificat com P₂O₅, pentaòxid de difòsfor, existeixen comercialment.
- superfosfat simple (SSP)
- superfosfat enriquit (ESP)
- superfosfat triple TSP.